# 乌利亚内格拉
乌利亚内格拉是巴西南大河州的一个市镇。总面积822.943平方公里，总人口6028人，人口密度7.3人/平方公里。